# تپه تل مهد حیدر
تپه تل مهد حیدر مربوط به دوره ساسانیان - دوران‌های تاریخی پس از اسلام است و در شهرستان گناوه، روستای تل تل واقع شده و این اثر در تاریخ ۱۱ دی ۱۳۸۰ با شمارهٔ ثبت ۴۵۴۸ به‌عنوان یکی از آثار ملی ایران به ثبت رسیده است.